# Les Hauts-de-Chée
 Les Hauts-de-Chée  là một xã thuộc tỉnh Meuse trong vùng Grand Est đông nam nước Pháp. Xã này nằm ở khu vực có độ cao trung bình 213 mét trên mực nước biển.